# Eltáncolt üzenetek
Az Eltáncolt üzenetek a Vízipók-csodapók című rajzfilmsorozat harmadik évadának első epizódja. A forgatókönyvet Kertész György írta.

## Cselekmény
Keresztespók Vízipókot várja, hogy visszatérjen, amikor tudomást szerez a méhek táncáról. Az a zseniális ötlete támad, hogy hasonló módszerrel a legyeket a hálójába tudja csábítani.

## Alkotók
- Rendezte: Szabó Szabolcs, Haui József
- Írta: Kertész György
- Dramaturg: Szentistványi Rita
- Zenéjét szerezte: Pethő Zsolt
- Főcímdalszöveg: Bálint Ágnes
- Ének: ?
- Operatőr: Magyar Gyöngyi, Pugner Edit
- Hangmérnök: Bársony Péter
- Hangasszisztens: Zsebényi Béla
- Effekt: Boros József
- Vágó: Czipauer János, Völler Ágnes
- Háttér: N. Csathó Gizella
- Rajzolták: Kricskovics Zsuzsa, Szűcs Édua
- Kihúzók és kifestők: Gaál Erika, Kiss Mária, Major Andrásné
- Asszisztens: Hajdu Mariann, Halasi Éva
- Színes technika: Szabó László
- Felvételvezető: Gödl Beáta
- Gyártásvezető: Vécsy Veronika
- Produkciós vezető: Mikulás Ferenc

- A laboratóriumi munkák a Magyar Filmlaboratórium Vállalatnál készültek
- Készítette a Magyar Televízió megbízásából a Pannónia Filmstúdió

## Szereplők
- Vízipók: Pathó István
- Keresztespók: Harkányi Endre
- Méhecskék: Benkő Márta, Mányai Zsuzsa
- Méhkirálynő: Fónay Márta
- Sötétzöld légy: Mikó István